# 林久男
林 久男（はやし ひさお、1882年5月19日 - 1934年12月2日）は、日本のドイツ文学者。

## 人物・来歴
長野県出身。号は鴎南(おうなん)。1908年東京帝国大学文学部独文科卒。第七高等学校造士館 (旧制)、第二高等学校、第三高等学校教授を務める。ゲーテ研究のほか,演劇評論でも知られた。三高では文芸部長を務め、織田作之助,青山光二らの指導にあたった。

## 著書
- Jung-Schiller、 von H. Hayashi. 南江堂 1921
- 『芸術より生活へ』岩波書店, 1922
- 『芸術国巡礼』岩波書店, 1925
- 『ゲーテの面影』岩波書店, 1928

### 翻訳
- フリードリッヒ・シルレル『たくみと恋』(新訳独逸古典文学傑作集）林鴎南 訳. 南江堂書店, 1915
- ゲーテ『ヴィルヘルム・マイスタア』岩波書店, 1920　のち文庫
- 『狼火 現代劇集』訳著. 二松堂書店, 1921
- シルレル『ウィルヘルム・テル』(郁文堂独和対訳叢書)訳註. 郁文堂書店, 1926
- 『ゲーテの詩』(村の本）日向新しき村出版部, 1928